# Sandusky megye
Sandusky megye az Amerikai Egyesült Államokban, azon belül Ohio államban található. Megyeszékhelye és legnagyobb városa Fremont. Lakosainak száma 58 896 fő (2020. április 1.). Sandusky megye Ottawa, Seneca, Erie, Huron és Wood megyékkel határos.

## Népesség
A megye népességének változása:
| Lakosok száma | 60 909 | 60 586 | 60 461 | 60 098 | 59 679 | 58 896 |
|               | 2010   | 2011   | 2012   | 2013   | 2015   | 2020   |